# Dual Survival
 (juillet 2021).
Dual Survival est une émission de téléréalité documentaire diffusée aux États-Unis sur la chaîne de télévision Discovery Channel depuis le 11 juin 2010 et produite par Original Media. L'émission se base sur deux survivalistes que tout oppose, Cody Lundin et Dave Canterbury, unissant leurs efforts pour affronter un environnement hostile et présenter des techniques de survie avec un minimum de matériel. Dual Survival est diffusée en France sur Discovery Channel depuis le 22 décembre 2010, et sur NT1 depuis le 3 juillet 2011. Au Québec, elle est diffusée sur Évasion (chaîne de télévision) avec le titre Unis pour survivre.
Depuis 2012, la série connaît un remplaçant à Dave Canterbury : Joe Teti (ancien marine ayant fait la guerre d'Irak) que l'on verra en œuvre lors de la saison 3. Dave ayant choisi de se retirer pour consacrer plus de temps à sa famille ainsi qu'à son école de survie : The Pathfinder School LLC.
La saison 4 a été annoncée le 30 mai sur Discovery Channel, elle comportera 20 épisodes mais les lieux sont encore inconnus. Elle sera diffusée à partir de juin 2014 aux États-Unis sur Discovery Channel, et début septembre en France sur Discovery Channel.

## Distribution
- Cody Lundin (VF : Guillaume Orsat) est un minimaliste spécialisé en techniques primitives et auteur de deux livres sur la survie en milieu naturel. Il base ses techniques sur le principe d'osmose avec la nature. Cody Lundin vit loin de la civilisation dans le désert de l'Arizona et ne porte plus de chaussures depuis une vingtaine d'années. En 1991, il a ouvert sa propre école, la Aboriginal Living Skills School.
- Dave Canterbury (VF : Sylvain Lemarie) est un chasseur fort de plus de vingt années d’expérience dans l'Armée et de maîtrise des techniques de survie. Il a rejoint l'U.S. Army alors qu'il était âgé de 17 ans, et est devenu par la suite tireur d'élite et instructeur SRT (Special Reaction Team). Dave Canterbury a également enseigné le Close Quarter Combat et le combat à mains nues à des soldats aux États-Unis, en Amérique centrale, et en Corée. Tout comme Cody Lundin, il possède sa propre école de survie, la Pathfinder Training School dans l'Ohio. Dave Canterbury a publié plus de trois cents vidéos sur Internet, et un livre.
- Joe Teti (VF : ) est un soldat américain ayant servi aussi bien pour l'armée américaine que pour les services secrets. Joe est un vétéran, envoyé en mission en Irak et en Afghanistan. Il est le remplaçant de Dave lors de la saison 3.

## Épisodes
Le disclaimer de la version originale met en avant le caractère démonstratif de l'émission et précise qu'une équipe de secours se tient constamment prête à intervenir en cas de problèmes de santé ou de manquement aux règles de sécurité, et qu'à certaines occasions, des situations de survie sont provoquées afin que les spécialistes puissent présenter des techniques.
| Saison   | Nombre d'épisodes | Diffusion (États-Unis)                               | Diffusion (France)                                                                            |
| -------- | ----------------- | ---------------------------------------------------- | --------------------------------------------------------------------------------------------- |
| Saison 1 | 10                | 11 juin 2010 - 20 août 2010 (Discovery Channel)      | 29 décembre 2010 - 19 janvier 2011 (Discovery Channel) 3 juillet 2011 - 31 juillet 2011 (NT1) |
| Saison 2 | 12                | 22 avril 2011 - 1er juillet 2011 (Discovery Channel) | 15 septembre 2011 (Discovery Channel)                                                         |
| Saison 3 | 4                 | 1er janvier 2013 - 12 mars 2013 (Discovery Channel)  | à partir du 5 septembre 2013 (Discovery Channel)                                              |